# Les gens qui réussissent et les gens qui ne sont rien
Pour un article plus général, voir Macronade.

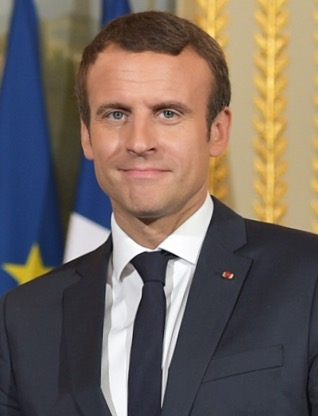
Emmanuel Macron en 2017.

« Les gens qui réussissent et les gens qui ne sont rien » est une petite phrase prononcée par Emmanuel Macron le 29 juin 2017, lors d’un discours dans le cadre de l’inauguration du campus de start-up Station F à Paris. 

## Déclaration
Le 29 juin 2017, le président de la République française participe à l’inauguration de Station F, plus grand campus de start-up d’Europe, à Paris. Il y prononce un discours « sans note et manifestement improvisé » devant un public d’entrepreneurs,, tendant à montrer qu'exercer ce métier confère aussi des responsabilités vis-à-vis de la planète et la responsabilité d'aider ceux qui sont « loin de la réussite ».
La déclaration complète d’Emmanuel Macron est la suivante : « Une gare, c’est un lieu où on croise les gens qui réussissent et les gens qui ne sont rien. Parce que c’est un lieu où on passe. Parce que c’est un lieu qu’on partage ». Cette phrase renvoie au passé de la halle Freyssinet, dans laquelle est installé le campus de start-up, qui était jusqu’en 2006 un dépôt ferroviaire à proximité immédiate de la gare d’Austerlitz,.

## Commentaires et critiques
Plusieurs responsables politiques condamnent la formule du président de la République : à gauche, Martine Billard, secrétaire nationale du Parti de gauche, évoque la « morgue de classe » d’Emmanuel Macron, tandis que Julien Bayou, porte-parole d’Europe Écologie Les Verts, fait un parallèle avec la phrase de Nicolas Sarkozy « Casse-toi, pauv’ con ! » ; à droite, les anciens ministres Thierry Mariani et Christine Boutin dénoncent le mépris du chef de l’État,. Marine Le Pen, présidente du Front national, parle d’un propos « terrible et indigne mais tellement révélateur de la pensée macroniste », et Florian Philippot, vice-président du parti, d’un « propos plus que honteux ». Nicolas Dupont-Aignan estime pour sa part que le président « devrait s’excuser »,.
À l’inverse, plusieurs soutiens d’Emmanuel Macron estiment que celui-ci a, par ces termes, demandé aux entrepreneurs de ne pas oublier les plus démunis, et rappellent le discours de François Mitterrand sur la misère en 1993 : « Quand je regarde bien autour de moi, aujourd’hui, je vois la misère, qu’on pourrait confondre, mais ce ne serait pas suffisant, avec la pauvreté. C’est-à-dire ceux qui n’ont rien ou qui n’ont pas le moyen de se faire reconnaître, ni pour vivre, ni pour faire vivre ceux qu’ils aiment, ni même enfin pour se développer bien entendu ; ils ne sont rien, ils restent rien ». L’Internationale, dont le premier couplet indique « Nous qui n’étions rien, soyons tout », est aussi invoquée par la « Team Macron », un important compte Twitter dévolu à la défense de la majorité présidentielle.
Jean Quatremer, journaliste à Libération, souligne que ces propos interviennent quelques jours avant le discours d’Emmanuel Macron devant le Congrès du Parlement à Versailles. Pour l’analyste Mathieu Slama, dans une tribune publiée sur le site du journal Le Figaro, cette déclaration est représentative de la transposition du fonctionnement de l’entreprise au monde politique qui s’opèrerait avec le nouveau président de la République.

## Postérité
En décembre 2018, le magazine Les Inrockuptibles publie cette citation parmi une liste de petites phrases émises par Emmanuel Macron, en tant que candidat puis président de la République, ayant suscité la polémique et dénoncées par de nombreux membres du mouvement des Gilets jaunes.
Cette petite phrase est utilisée durant le confinement de 2020 dû à la pandémie de Covid-19 par François Cocq et Sacha Mokritzky, coauteurs d’une tribune dans Le HuffPost, pour désigner les Français engagés dans la lutte contre le coronavirus et, plus généralement, ceux qui continuent de travailler pendant la crise sanitaire.
En décembre 2021, interrogé sur ses petites phrases lors d'un entretien télévisé marquant la fin de son quinquennat, Emmanuel Macron dit regretter particulièrement cette phrase, indiquant : « On ne peut pas dire ça. […] J'ai cette formule, en effet, qui est terrible, c'est terriblement blessant. J'ai acquis une conviction : il faut bousculer et donc je reste avec autant de volonté de bousculer le système […] mais on ne fait rien bouger si on n'est pas pétri d'un respect infini pour chacun ».
Cette citation est régulièrement reprise par la presse dans des compilations de petites phrases politiques perçues comme des marques de mépris,.

### Documentaire
- Petites phrases, grandes conséquences : la gauche contre le peuple, de LCP (prod.) et de Thomas  Raguet (réal.), 2021 [voir en ligne].